# Krissy Lynn

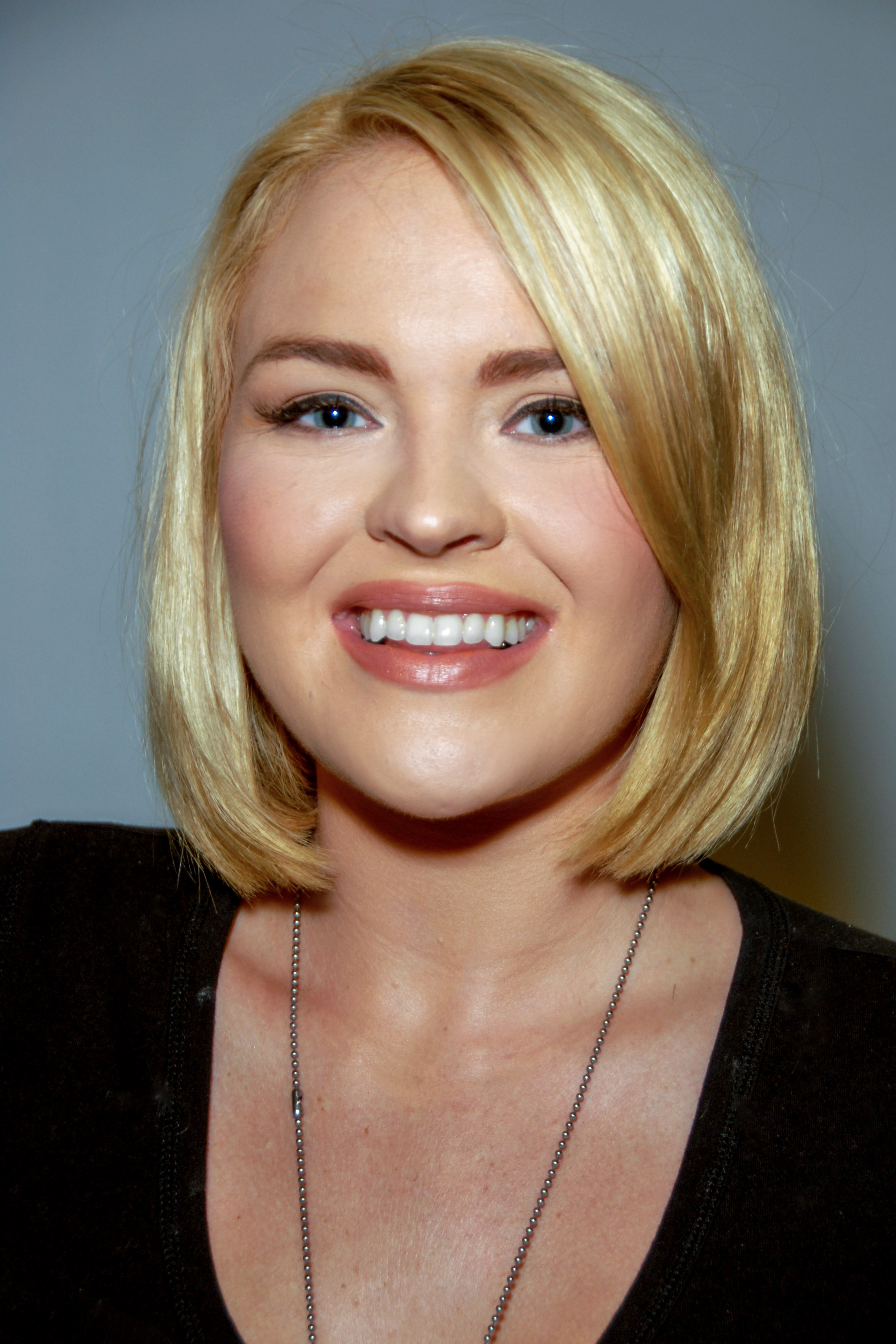
Krissy Lynn in Los Angeles (2010)

Kristine „Krissy“ Lynn (* 14. Dezember 1984 in Salt Lake City, Utah) ist eine US-amerikanische Pornodarstellerin und Schauspielerin.

## Karriere
Krissy Lynn begann ihre Karriere im Jahr 2009. Seitdem hat sie laut IAFD in 337 Filmen (Stand: Oktober 2015) mitgespielt und wird regelmäßig für Internetseiten wie Brazzers und Twistys gebucht.
Sie spielte in den Reihen Big Tits at School, Slutty and Sluttier und Big Wet Asses mit. Außerdem spielte sie 2010 im mehrfach ausgezeichneten Film BatfXXX: Dark Night Parody die Rolle der Robina. und in der Pornoparodie Not M*A*S*H XXX.
Im Januar 2011 wurde der Film The Condemned, an dem sie mitgewirkt hat, mit einem AVN Award in der Kategorie Best Three-Way Sex Scene (G/G/B) ausgezeichnet.
Neben ihrem Wirken in pornografischen Produktionen war sie auch in zwei Fernsehproduktionen zu sehen. So spielte sie als Anita in der Cinemax-Serie Co-Ed Confidential sowie im Erotik-Drama Secret Lives mit, das ebenfalls bei der Senderkette Cinemax ausgestrahlt wurde. 2013 wurde Krissy Lynn für die beiden Filme Intergalactic Swingers und Strippers from Another World engagiert, die von Retromedia Entertainment unter Regie von Dean McKendrick produziert und auf DVD veröffentlicht wurden.

## Filmografie (Auswahl)

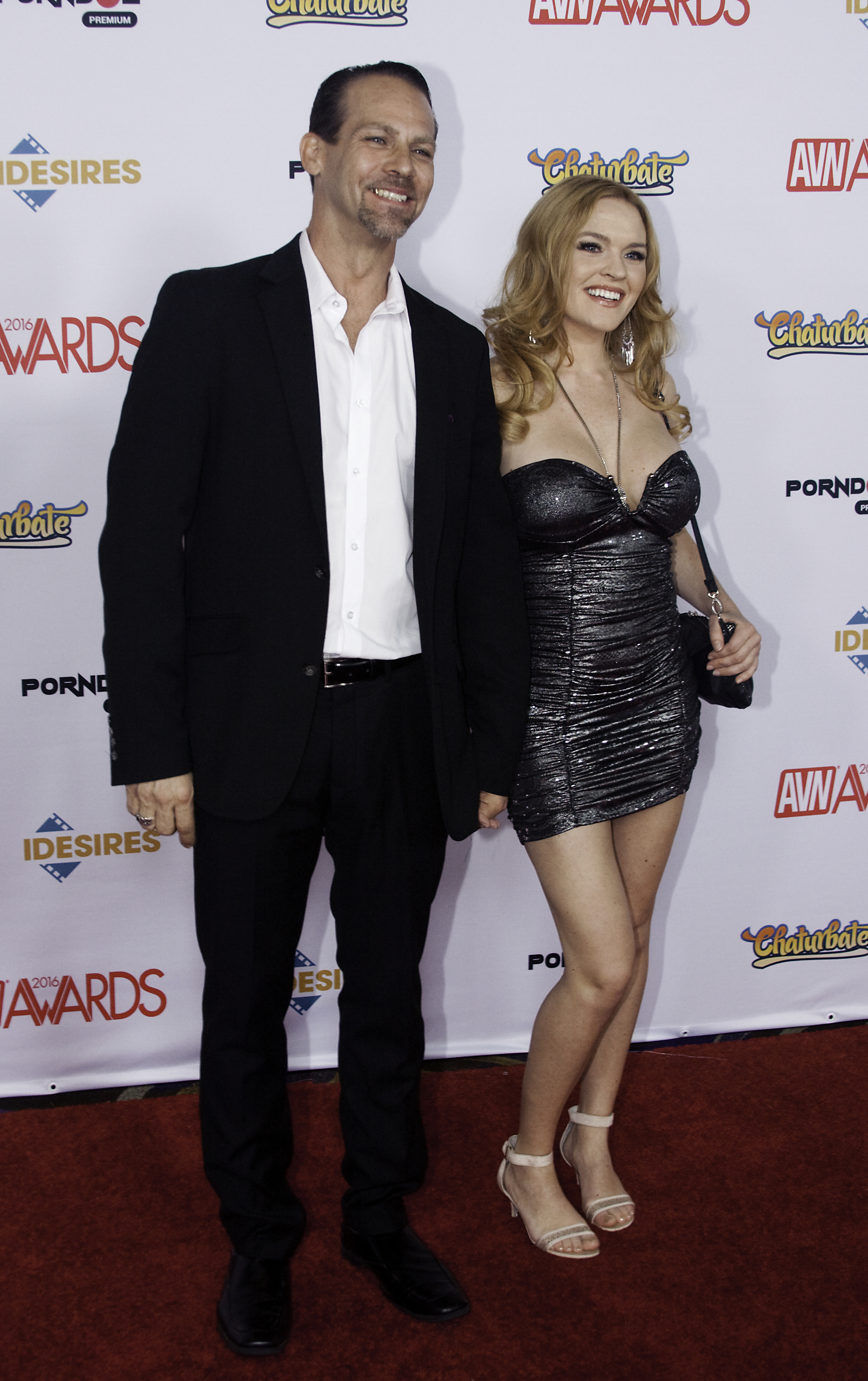
Krissy Lynn bei den AVN Awards in Los Angeles (2016)

- 2009: Hustler’s Untrue Hollywood Stories: Paris
- 2009: Fucked on Sight 7
- 2009: This Ain’t Ghost Hunters XXX
- 2010: Big Tits at School 10
- 2010: Slutty and Sluttier 11
- 2010: Big Wet Asses 18
- 2010: BatfXXX: Dark Night Parody
- 2010: The Condemned
- 2010: Big Tits in Sports 5
- 2010: Bra Busters 1
- 2010: Not M*A*S*H XXX
- 2011, 2013: Evil Anal 14, 20
- 2012: Oil Overload 7
- 2012: Mandingo Massacre 6
- 2013: Intergalactic Swingers
- 2013: Strippers from Another World
- 2013: Massive Asses 7
- 2014: MILF Revolutions 2
- 2015: Big Tits in Uniform 14
- 2015: Keiran Lee’s 1000th: This Is Your ZZ Life
- 2015: CFNM Secret 11
- 2019: Gorgeous MILF Gushers 2
- 2020: Tonight’s Girlfriend 92

## Auszeichnungen
2011: AVN Award in der Kategorie „Best Three-Way Sex Scene (G/G/B)“ für The Condemned (mit Kimberly Kane und Mr. Pete)